# Jean Gemayel
Cheikh Jean Gemayel (ar. شيخ جان جميل; ur. 22 czerwca 1958) – libański strzelec, olimpijczyk.
Brał udział w Letnich Igrzyskach Olimpijskich 1984 (Los Angeles). Wziął udział w trapie, w którym uplasował się na 51. miejscu w stawce 70 strzelców. 

## Wyniki olimpijskie
| Igrzyska | Konkurencja | Wynik       | Miejsce | Źródło |
| -------- | ----------- | ----------- | ------- | ------ |
| IO 1984  | Trap        | 170 punktów | 51T     | [ 1 ]  |